# Uładzimir Dubrouszczyk
Uładzimir Dubrouszczyk (ur. 7 stycznia 1972 w Grodnie) – białoruski lekkoatleta wcześniej reprezentujący ZSRR jako junior, dyskobol.
Na Igrzyskach Olimpijskich w Atlancie w 1996 zdobył srebrny medal. W Sydney w 2000 zajął 7. miejsce. W 1991 sięgnął po tytuł mistrza Europy juniorów. W 1994 w Helsinkach został mistrzem Europy seniorów. Do jego osiągnięć należy również srebrny medal Mistrzostw Świata (Göteborg 1995). Zajął 3. lokatę podczas Finału Grand Prix IAAF (Monako 1995). Ma w swoim dorobku również złoty medal Uniwersjady (Sycylia 1997). Pięciokrotnie był mistrzem Białorusi (1993, 1994, 1995, 1996, 1999).
Swój rekord życiowy (69,28 m) ustanowił 3 czerwca 2000 w Mińsku.